# Сенкан
Сенкан (синкан, синкант) — це вірш, що складається з п’яти рядків.
Слово ”сенкан” походить від французького слова ”п’ять” і позначає вірш у п’ять рядків. Французькою це слово
звучить як «cinquains»,
англійською – «cinquain».

## Історичні відомості про сенкан
З великою мірою упрощення, сенкан можна охарактеризувати як особливу форму
білого вірша. Це короткий поетичний твір, жанр в японському стилі, що
складається з п’яти рядків і пишеться за визначеними правилами. 
Винайдено сенкан в США на початку ХХ ст. Основоположницею жанру і творцем
цієї поетичної форми є американська поетеса Аделаїда Крепсі (1878-1914), пошановувачка східної культури,
словесник, викладач основ поетики. Книга «Сто віршів Стародавньої Японії» та
знайомство з японськими жанрами хоку і танка надихнули її на створення власного
оригінального поетичного стилю – стансу, який складався з п’яти рядків і містив
22 склади. Сенкани ввійшли до її збірника «Поезія» («Verse»), який був виданий в 1914 році
вже після смерті поетеси, скоро став надзвичайно популярним у всьому світі та
кілька разів перевидавався. Американське походження цієї форми під впливом
японських мініатюр призвело до того, що іноді сенкан ще називають «американське
хоку». 

### Приклади творів Аделаїди Крепсі
Amaze                                                           Здивування
I know                                                            Я
знаю
Not these my hands                                        Не мої
ці руки
And yet I think there
was                               Все ж
віриться так, що
A woman like me once had
hands                 Жінка подібна до
мене мала руки
Like these.                                                      Мов
ці.
Fate Defied                                                   Виклик
долі
As it                                                                Наче
Were tissue of silver                                       зі срібла
сукню
I'll wear, O fate, thy
grey,                              Я
вдягну, о Доле, імлу цю.
And go mistily radiant,
clad                           Піду
серпанково-сяйна, убрана
Like the moon.                                               мов
місяць.
Snow                                                             Сніг
Look up…                                                      Глянь-но…
From bleakening hills                                    З чорнючих
гір
Blows down the light,
first breath                  Ллється
донизу світло, як подих
Of wintry wind…look up,
and scent               Зимних зим…
глянь-но і вчуй
The snow!                                                      Сніги
ці!
Trapped                                                         Поглинуті
Well and                                                         І
плине
If day on day                                                  все
день за днем
Follows, and weary year                               поволі, і рине
все рік
On year…and ever days
and years…            за роком… і дні собі
за роками
Well?                                                              сплинуть?

## Різновиди сенканів
За сто років свого існування сенкан як жанр розвивався і на сьогодні має
кілька різновидів: традиційний сенкан, зворотній сенкан, дзеркальний сенкан сенкан-метелик, корона сенканів, гірлянда сенканів, дидактичний сенкан, тощо. 

### Традиційний сенкан
складається з п’яти
рядків та оснований на підрахунку складів у кожному вірші: його складова
структура: 2–4–6–8–2, всього 22 склади (в хоку – 17, в танка – 31). 

### Зворотний сенкан
У зворотному сенкані – зворотна
послідовність складів: 2–8–6–4–2.

### Дзеркальний сенкан
це дві п’ятирядкові строфи, де перша – традиційний, друга –
зворотний сенкан. 

Сум –
Всюдисуща,
Тамує, пестячи душу…
Цей дивний вечір, він так
Дихає…
Терзає…
Мені б краще працювати, але
Тамує і все знає
Передноворічний
Вечір…

### Сенкан-метелик
– вірш на дев’ять рядків
зі складовою структурою: 2–4–6–8–2–8–6–4–2. Графічно такий вірш
справді нагадує метелика: 
Грізний
грому гуркіт
ніби в хмарах порох
підірваний та прихований метеор
скоро
небо стане чорним морем
навіть зябра луна
пахнуть риб'ячим
з хутром

### король сенканів
5 традиційних сенканів, що утворюють вірш:
Нічка,
Штілі вілі
Вкажи
мені                                          Обіймає
Шлях до далеких зірок, –                         Хвиля
так трепетно,
Живильного сонця сестрам,
–                     Повільно
та впевнено, –
Світом...                                           Крики...
Світом                                              Крики
Світ наповни                                                 Чайок
чую
І щебетом пташинним, –                       Над
глад'ю синьою, –
Світ – основа будь-якого життя, –                  Гучномовне,
дивне
Чудо...                                                                       Птах...
Чудо –                                                                       Птахом
Це море,                                                 В
небо лечу
Де шепочутся хвилі,                   
```
Яскраве,
```

зіркове, –
Ласкаві та здивованим                            Думки дарують
забавні
Штилем...                                                    Нічка...

### Гірлянда сенканів
– це корона сенканів, до
якої додано шосту строфу, у якій взято перший рядок з першого сенкану, другий
рядок з другого сенкану і т.д.
Прокинься.  Лиман.
Ні сон, ні сном |
```
сном, 
```

Фантасмагорій сну                                     ...
```
переляк 
```

Не стулять голову тепер.
```
Тобі про щось
кажуть 
```

Не шкода.  З
```
сну?
```

```
 
```

 Карніз.  Обман
–
```
То стукіт, то брязкіт

чутний звук, 
```

```
Течуть у проріз вікна,                                      |

довгий стогін 
```

```
Колотять у груди, б'ють

у двері.  Краплячого лютого.
```

```
Лютий.  Весна?..
```

```
 
```

```
Зима.  Прокинься!
```

```
Але далекий дзвін 
–

стукіт, то дзвін,
```

```
Те коротке

"пора" 
–
                                               То коротке
"пора"
```

```
Збиває птахів з сідала

"південь"        |
чимось кажуть?
```

```
У клінa.  Весна.
```

### Дидактичний сенкан
Укладається не за певною
кількістю складів, а згідно зі змістовими і синтаксичними вимогами до кожного
рядка. Такий твір – це п’ятирядковий неримований вірш, що складається за
заданим алгоритмом із одинадцяти слів. 
Цей різновид сенкану розвився у практиці американської школи з дидактичною
метою як спосіб підвищення креативності учнів та як ефективний прийом розвитку
образного мовлення, який дозволяє швидко отримати результат. З кінця 90-х років
дидактичний сенкан поширився і на пострадянському педагогічному простірі
(Україна тощо). 
Добре відома формула (схема,
план, алгоритм) створення дидактичного
сенкану. Вона доволі проста:
```
1. Іменник (тема).
```

```
2. Два прикметники (яке воно?)
```

```
3. Три дієслова (що воно робить?)
```

```
4. Фраза-висновок з чотирьох слів.
```

```
5. Іменник-синонім до теми, або ж слово асоціація до теми.
```

Вода
Криштальна,
свіжа.
Дзюрчить,
струмує, переливається.
Вона вічно тече,
як
Життя.
Старий
Справжній,
сильний.
Жив, вірив,
боровся.
Можна знищити,
перемогти – ні!
Тріумфатор.
(Образ Сантьяго за
повістю Е.Гемінґвея «Старий і море» .)